# Nikolaj Pawlowitsch

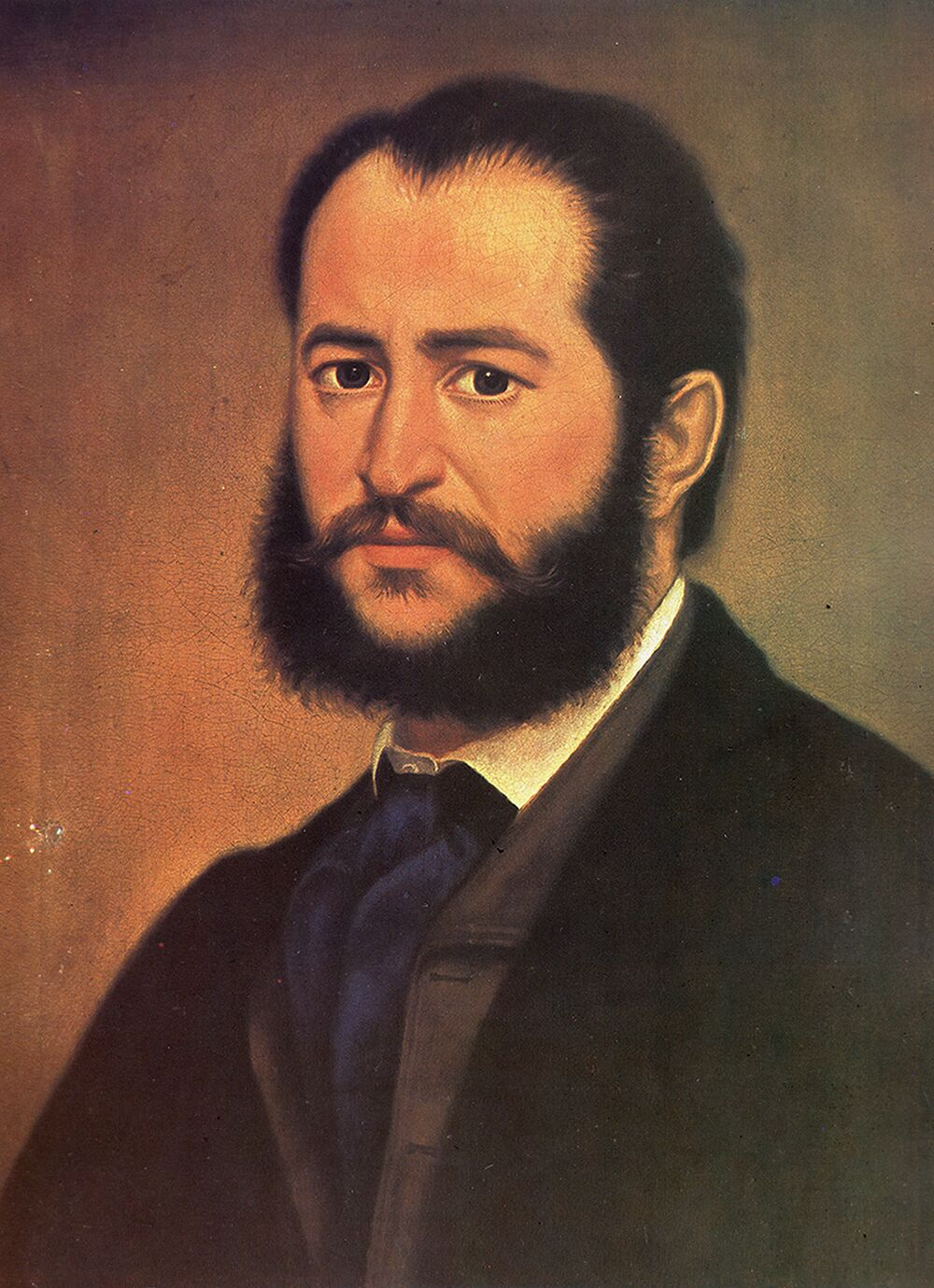
Nikolaj Pawlowitsch, Selbstporträt

Nikolaj Christakiew Pawlowitsch (bulgarisch Николай Христакиев Павлович, * 9. Dezember 1835 in Swischtow; † 3. Februar 1894 in Sofia) war ein bulgarischer Maler.

## Leben
Pawlowitsch studierte von 1852 bis 1855 an der Kunstakademie Wien und von 1856 bis 1859 in München. Er regte die Gründung der Malschule in Sofia an, aus der die Nationale Kunstakademie Bulgariens hervorging.
Er setzte sich für eine Reform der Ikonographie ein und malte Ikonen in einem realistischen Stil. Darüber hinaus schuf viele Bilder, deren Motive sich mit historischen Themen beschäftigen. Pawlowitsch gilt als Vertreter der Bulgarischen Wiedergeburt und malte etwa 50 Porträts von Personen dieser Periode. Außerdem illustrierte er Bücher, so unter anderem 1860 das Buch Einige Worte über Assen I. ... von Georgi Rakowski und den Meteorologischen Atlas von Petar Beron.
Nachdem Bulgarien 1878 die osmanische Herrschaft abgeschüttelt hatte, ließ sich Pawlowitsch 1889 in der neuen Hauptstadt Sofia nieder, wo er bis zu seinem Tode Lehrer am 1. Klassischen Gymnasium war.

## Werke (Auswahl)
- Asparuch überquert die Donau, 1867–1869
- Annahme des Christentums durch den bulgarischen Cahn Boris I. in Pliska, 1871–1875
- Dame mit Halsband